# Thành phố sách
Thành phố sách là một thành phố hoặc một làng có nhiều tiệm bán sách cũ hay sách cổ. Các tiệm sách này - và đôi khi có cả các Ngày hội văn học - thu hút nhiều du khách yêu sách tới thăm.
Thành phố sách đầu tiên trên thế giới là Hay-on-Wye ở xứ Wales. Hiện nay nhiều nước đã noi gương Hay-on-Wye, ban đầu ở châu Âu, sau đó lan ra khắp thế giới.
Một số các thành phố sách đã gia nhập Tổ chức quốc tế các thành phố sách (International Organisation of Book Towns).

## Danh sách các thành phố sách
Dưới đây là danh sách (có lẽ chưa đầy đủ) các thành phố tự nhận là thành phố sách, cùng với ngày thành lập: 
- Hay-on-Wye, xứ Wales (1961)
- Redu, Bỉ (1984)
- Bécherel, Pháp (1988)
- Montolieu, Pháp (1989)
- Bredevoort, Hà Lan (1993)
- Stillwater, Minnesota, Hoa Kỳ (1993)
- Saint-Pierre-de-Clages, Thụy Sĩ (1993)
- Fontenoy-la-Joûte, Pháp (1993)
- Mundal, Fjærland, Na Uy (1995)
- Wigtown, Scotland (1997)
- Zossen-Wünsdorf, Đức (1997)
- Damme, Bỉ (1997)
- Dalmellington, Scotland (1997)
- Sysmä, Phần Lan (4th July 1997)
- Mühlbeck-Friedersdorf, Đức (1997)
- Kampung Buku Langkawi, Malaysia (3.12.1997)
- Archer, Texas, Hoa Kỳ (1999)
- Southern Highlands, Úc (2000)
- Tvedestrand, Na Uy (2003)
- Sedbergh, Anh (2003)
- Brownville, Nebraska, Hoa Kỳ (2004)(www.brownville-ne.com)
- Atherstone, Warwickshire, Anh (2005)
- Torup, Đan Mạch (2006) (www.torupbogby.dk)
- Kampung Buku Melaka, Malaysia (17.4.2007)
- Clunes, Victoria, Úc (2007)
- St. Martins, New Brunswick, Canada (2007) [liên kết hỏng]
- Sidney, British Columbia, Canada
- Lưu trữ ngày 20 tháng 2 năm 2009 tại Wayback Machine Gold Cities BookTown, Grass Valley, Nevada City, California, Hoa Kỳ
- Hobart, NY - Book Village of the Catskills, Hoa Kỳ ()
- Jinbōchō, Tokyo, Nhật Bản